# Зиглер, Мэдди
Мэ́дисон Нико́ль «Мэдди» Зи́глер (англ. Madison Nicole «Maddie» Ziegler, род. 30 сентября 2002; Питтсбург, Пенсильвания, США) — американская танцовщица, актриса, модель. Наиболее известна по участию в реалити-шоу «Мамы в танце» на телеканале «Lifetime» и по съёмкам в видеоклипах австралийской певицы Сии. Клип на песню «Chandelier» победил в категории «Лучшая хореография» на «2014 MTV Video Music Awards». Всего Мэдди снялась в девяти клипах Сии («Chandelier», «Elastic Heart», «Big Girls Cry», «Cheap Thrills», «The Greatest», «Rainbow», «Passenger», «Thunderclouds», «No New Friends»). А также одержала победу на «People Choice Awards 2016» в номинации «Seriosly Person».

## Ранние годы
Среди предков Мэдди есть представители польских, немецких и итальянских наций. Родилась она в Питтсбурге, штат Пенсильвания, в семье Мелиссы Зиглер-Гизони (в девичестве Суло) и Курта Зиглера. Родители Мэдди развелись в 2011 году, комментируя это тем, что танцы подорвали семью как финансово, так и эмоционально. Мама позже снова вышла замуж. У Мэдди есть младшая сестра, которую зовут Маккензи, а также два брата от предыдущего брака отца и сводные сестра и брат, дети отчима. До 2013 года она посещала начальную школу «Слоун Элементари Скул», но потом перешла на домашнее обучение. У семьи Зиглер-Гизоне есть дом в Меррисвилле, штат Пенсильвания, но также Мэдди с мамой и сестрой проживают в Лос-Анджелесе.
С начала 2017 года Зиглер встречалась с австралийцем Джеком Келли (в 2018 году они расстались).

## Карьера
Зиглер начала танцевать в 2 года. Занималась танцами в «Abby Lee Dance Company». В 2011 году она приняла участие в танцевальном телеконкурсе «Live to Dance» на «CBS», но его отменили и сняли с эфира до того, как эпизод с Мэдди успели показать. Позже в том же году мама Мэдди получила роль на реалити-шоу «Мамы в танце» (англ. Dance Moms), выходящем на телеканале «Lifetime» и документирующем повседневную жизнь маленьких танцовщиц из команды, представляющей «Abby Lee Dance Company» в танцевальных соревнованиях. В этой программе Мэдди снималась со своими мамой и сестрой, которые тоже танцуют. В 2013 году Мэдди приняла участие ещё в одном похожем телешоу на том же канале, «Abby’s Ultimate Dance Competition».
В 2013 году Мэдди снялась в роли маленькой Деб в телесериале «До смерти красива» (выходящем также на канале «Lifetime»).
В 2014 году Мэдди вместе с сестрой Маккензи создали собственную линию одежды The Maddie & Mackenzie Collection совместно с Mod Angel.
В 2016 году Мэдди вместе с мамой и сестрой покинула шоу «Мамы в танце», а также танцевальную студию «Abby Lee Dance Company». В 6 сезоне шоу были показаны специальные прощальные эпизоды под названием «The Girls Say Goodbye» и «The Final Curtain».
В октябре 2016 года Мэдди создала собственный бренд одежды для подростков под названием «Maddie Style».
Также в марте 2017 года Зиглер представила автобиографическую книгу «The Maddie Diaries», которая попала в список лучших бестселлеров по мнению New York Times и продержалась 15 недель в списке лучших бестселлеров The Sunday Times. Также Мэдди написала трилогию книг о юной танцовщице Харпер, первая часть трилогии получила название «The Audition» и вышла 31 октября 2017 года. Два других тома этой трилогии вышли в 2018 и 2019 годах.
В 2018 году Зиглер третий год подряд выиграла награду Choice Dancer на церемонии Teen Choice Awards.

### Модель
Мэдди работала моделью для таких брендов одежды, как «Glitzy Girl», «Purple Pixies», Clean & Clear Capezio, включая их линию Betsey Johnson. В 2014 году снялась для обложки летнего номера Kode Magazine. В октябре того же года Мэдди с сестрой в сотрудничестве с онлайн-бутиком детской и подростковой одежды «Mod Angel» запустили свою собственную модную линию «The Maddie & Mackenzie Collection».
Она также появлялась на обложках многочисленных журналов и в их редакционных статьях: Kode, Schön! Magazine (Германия), Elle (Франция), Dance Spirit, Nylon (США), Vs., Seventeen, Harper’s Bazaar, People, Dazed (Великобритания), Cosmopolitan, i-D, Billboard, Teen Vogue, Stella (Норвегия), Maniac, Vanity Fair Italia, Flaunt , Paper (США). В июне 2017 года стало известно, что Мэдди подписала контракт с модельным агентством IMG Models.
В 2018 году Зиглер участвовала в кампании для ювелирной фирмы Tiffany & Co..

### Видео
Мэдди Зиглер успела сняться в целом ряде музыкальных видеоклипов, как, например, к песням Алекса Кализа и Тодрика Холла.
Однако подлинный прорыв в творчестве Мэдди начался с сотрудничества с певицей Сией и хореографом Ryan Heffington, которые придумали Мэдди новый образ, кардинально изменивший её внешность танцовщицы макияжем и париком, по стилю напоминающий образ Матильды Ландо, придуманный Люком Бессоном. Но главное, Райан Хеффингтон предложил для нового образа необычный новый экспрессивный стиль танца, который аудитория впервые увидела в клипе «Chandelier». В 2014 году был номинирован на «Лучшее видео года» и «Лучшую хореографию» по версии «MTV Video Music Awards» и в категории «Лучшая хореография» победил. В дальнейшем последовали другие клипы в сотрудничестве с Сиа и Райаном.

Хореография, за которую в клипах и сценическом шоу отвечает Райан Хеффингтон, стала революцией для всей философии поп-зрелища. Когда Мэдди Зиглер показала эти рваные, бессвязные движения в клипе «Chandelier», все, за что мы любили танцы Мадонны и Майкла Джексона, окончательно стало каменным веком. Райан Хеффингтон, словно ластиком, стер все каноны эстрадного танца, всю эту вымученную синхронность и псевдоэротизм. Вместо этого персонажи шоу предлагают зрителю своего рода «пластические эмодзи», в их последовательности нет ни истории, ни настроения. Только броские моментальные снимки сильных переживаний — гримасы, пощечины, клоунские микрогэги.
14 августа 2014 года Мэдди Зиглер с детьми из числа принимавших участие с ней в шоу «Мамы в танце» выступила на концерте Тодрика Холла в рамках его концертного тура «Twerk Du Soleil».
В 2014 году автор-исполнитель Рейчел Сейдж посвятила Мэдди свою песню «Happiness».
7 января 2015 года вышел клип исполнительницы Сии на песню «Elastic Heart» с участием Мэдди и Шайи Лабафа. 2 апреля 2015 года и 23 марта 2016 года Мэдди снялась ещё в двух клипах Сии — «Big Girls Cry» и «Cheap Thrills» соответственно.
6 сентября 2016 года вышел клип Сии «The Greatest», снятый также при участии Мэдди.
17 сентября 2017 года вышел клип Сии «Rainbow» (при участии Мэдди) из мультфильма «My Little Pony в кино».
30 августа 2018 года вышел новый клип Сии в рамках проекта LSD (Labrinth, Sia, Diplo) «Thunderclouds» снятый при участии Мэдди.
16 апреля 2019 года вышел клип проекта LSD для песни «No New Friends», в котором Мэдди так же приняла участие.
20 мая 2020 года вышел новый клип Сии «Together». Песня является саундтреком к фильму «Мьюзик».

## Филантропия
В 2012 году вместе с мамой и сестрой Мэдди сотрудничала с благотворительным фондом «Starlight Children's Foundation» с целью оказания помощи хронически больным молодым людям.
В 2016 году Зиглер и её сестра объявили о сотрудничестве для кампании «Почта на День Рождения», организованной сайтом DoSomething.org, которая позволяет людям отправлять домашние поздравительные открытки детям, живущим в приютах для бездомных. Эта же организация включила сестёр Зиглер в свой список отличившихся благотворительностью молодых знаменитостей в 2016 году.
Зиглер также выступала вместе с Трэвисом Уоллом в гала-концерте Фонда Найджела Литго в 2016 году, чтобы собрать средства для программ обучения танцам для детей с низким доходом и стипендий для талантливых студентов в школах танцев в США.
Зиглер также сотрудничала с организацией Dancers Against Cancer для повышения осведомлённости и финансирования людей, борющихся с раком.

## Фильмография
Фильмы
| Год  | Русское название                | Оригинальное название                 | Роль               |
| 2016 | Балерина                        | Ballerina                             | Камилла (озвучка)  |
| 2017 | Книга Генри                     | The book of Henry                     | Кристина Сиклеман  |
| 2020 | Всем парням: P.S. Всё ещё люблю | To all the boys:P.S. I still love you | Чирлидерша (камео) |
| 2021 | Последствия                     | The Fallout                           | Мия Рид            |
| 2021 | Мьюзик                          | Music                                 | Мьюзик             |
| 2021 | Вестсайдская история            | West Side Story                       | Вельма             |
|      | Ballerina Overdrive             | Ballerina Overdrive                   |                    |

Телевидение
| Год       | Русское название          | Оригинальное название                           | Роль                     |
| --------- | ------------------------- | ----------------------------------------------- | ------------------------ |
| 2011-2016 | Мамы в танце              | Dance Moms                                      | В роли самой себя        |
| 2012      | До смерти красива         | Drop Dead Diva                                  | юная Деб Добкинс         |
| 2013      | —                         | Abby's Ultimate Dance Competition               | В роли самой себя        |
| 2014-2017 | —                         | Шоу Эллен Дедженерес                            | В роли самой себя/танцор |
| 2014-2015 | Танцы со звёздами         | Танцы со звёздами                               | В роли самой себя/танцор |
| 2014      | —                         | Jimmy Kimmel Live!                              | В роли самой себя/танцор |
| 2015      | —                         | Saturday Night Live 57th Annual Grammy Awards   | В роли самой себя/танцор |
| 2015      | Остин и Элли              | Austin & Ally                                   | Шелби Хэйден             |
| 2015      | Милые обманщицы           | Pretty Little Liars                             | жутко танцующая девушка  |
| 2016-2017 | Никки, Рикки, Дикки и Дон | Nicky, Ricky, Dicky & Dawn                      | Эйфель                   |
| 2016      | —                         | So You Think You Can Dance: The Next Generation | В роли самой себя/судья  |
| 2016-2017 | —                         | Harry                                           | В роли самой себя        |
| 2017      | —                         | The Talk                                        | В роли самой себя        |

## Награды и номинации
| Список наград и номинаций | Список наград и номинаций | Список наград и номинаций                        | Список наград и номинаций      | Список наград и номинаций | Список наград и номинаций |
| Год                       | Премия                    | Категория                                        | Работа                         | Результат                 | Ссылки                    |
| ------------------------- | ------------------------- | ------------------------------------------------ | ------------------------------ | ------------------------- | ------------------------- |
| 2013                      | Industry Dance Awards     | Dancers Choice Awards Favorite Dancer            | н/д                            | Номинация                 | [ 73 ]                    |
| 2014                      | Industry Dance Awards     | Dancers Choice Awards Favorite Dancer 17 & Under | н/д                            | Победа                    | [ 74 ]                    |
| 2015                      | The Dance Awards          | Female Best Dancer (Junior)                      | н/д                            | 3rd runner-up             | [ 75 ]                    |
| 2015                      | Teen Choice Awards        | Choice Dancer                                    | н/д                            | Номинация                 | [ 76 ]                    |
| 2015                      | Industry Dance Awards     | Dancers Choice Awards Favorite Dancer 17 & Under | н/д                            | Номинация                 | [ 77 ]                    |
| 2016                      | People’s Choice Awards    | DailyMail.com Seriously Popular Award            | н/д                            | Победа                    | [ 78 ]                    |
| 2016                      | Shorty Awards             | Best In Dance                                    | н/д                            | Номинация                 | [ 79 ]                    |
| 2016                      | Teen Choice Awards        | Choice Dancer                                    | н/д                            | Победа                    | [ 80 ]                    |
| 2016                      | Industry Dance Awards     | Dancers Choice Awards Favorite Dancer 17 & Under | н/д                            | Номинация                 | [ 81 ]                    |
| 2016                      | Industry Dance Awards     | Breakthrough Performer                           | н/д                            | Победа                    | [ 82 ]                    |
| 2017                      | Shorty Awards             | Best In Dance                                    | н/д                            | Номинация                 | [ 83 ]                    |
| 2017                      | Shorty Awards             | Medium-Length Video                              | «Maddie — Wear What Moves You» | Номинация                 | [ 84 ]                    |
| 2017                      | Shorty Awards             | Brand Identity                                   | «Maddie — Wear What Moves You» | Победа                    | [ 84 ]                    |
| 2017                      | Shorty Awards             | Fashion                                          | «Maddie — Wear What Moves You» | Audience Honor            | [ 84 ]                    |
| 2017                      | Teen Choice Awards        | Choice Dancer                                    | н/д                            | Победа                    | [ 85 ] [ 86 ]             |
| 2018                      | Teen Choice Awards        | Choice Dancer                                    | н/д                            | Победа                    | [ 24 ]                    |
| 2019                      | Teen Choice Awards        | Choice Female Web Star                           | н/д                            | Номинация                 | [ 87 ]                    |
| 2021                      | Kids' Choice Awards       | Favorite Female Social Star                      | н/д                            | Номинация                 | [ 88 ]                    |
| 2021                      | Золотая малина            | За худшую женскую роль второго плана             | Мьюзик                         | Победа                    | [ 89 ]                    |
| 2022                      | Выбор критиков            | Best Acting Ensemble                             | Вестсайдская история           | Номинация                 | [ 90 ]                    |
| 2024                      | Canon Influence Awards    | Most Impactful Wit Role                          | н/д                            | Победа                    | [ 91 ]                    |